# 민족과 운명
《민족과 운명》은 조선민주주의인민공화국의 다부작 예술영화이다.

## 개요
1991년부터 10부작으로 기획하여 제작이 시작되었다. 처음 제작된 영화는 최덕신을 모델로 한 최현덕 편 4부작이었다. 그러나 계속 편수가 늘어나 2002년에는 100부작 제작이 확정되었다.
그 자체가 다부작 시리즈이면서 각각의 작품 또한 여러 편으로 구성된다. 초기에는 주로 특정 인물을 주인공으로 삼아 그의 인생을 조명하는 방식이었으나, 후에 제작된 작품들은 로동계급 편이나 최서해, 강경애 등을 다룬 카프 작가 편 등과 같이 주인공이 여럿이다.
시리즈물이므로 순서대로 제작되나, 때로는 순서가 뒤바뀌기도 한다. 예를 들어 1993년 비전향 장기수인 리인모가 송환되자 그를 주제로 한 작품이 먼저 제작되기도 했다.
이 작품은 현재 국립중앙도서관내의 북한자료실에서 시청할 수 있다.

## 구성
- 제1부 ~ 제4부 : 최현덕 편 (최덕신)
- 제5부 ~ 제8부 : 윤상민 편 (윤이상)
- 제9부 ~ 제10부 : 차홍기 편 (최홍희)[1]
- 제11부 ~ 제13부 : 홍영자 편
- 제14부 ~ 제16부 : 리정모 편 (리인모)
- 제17부 ~ 제19부 (허정숙)
- 제20부 ~ 제25부 : 귀화한 일본인 녀성 편
- 제26부 ~ 제36부 : 로동계급 편
- 제37부 ~ 제45부 : 카프 작가 편
- 제46부 ~ 제51부 (최현)
- 제52부 ~ 제60부 : 어제, 오늘 그리고 래일 편
- 제61부 ~ 제62부 : 농민 편

## 참고자료
- 전영선 (2004년 5월 5일). 〈제8부 북한의 영화 - 제6장 주요 영화〉. 《북한의 문학과 예술》. 서울: 역락. ISBN 8955562926.